# Bộ Cá chép răng
Bộ Cá chép răng hay bộ Cá bạc đầu (danh pháp khoa học: Cyprinodontiformes) là một bộ cá vây tia, bao gồm chủ yếu là cá nhỏ, nước ngọt. Nhiều loài cá cảnh, chẳng hạn như killifish và họ Cá ăn muỗi (Poeciliidae). Chúng có quan hệ họ hàng gần với bộ Cá suốt (Atheriniformes) và đôi khi được gộp chung với chúng. Trong tiếng Anh chúng được gọi là toothcarps (cá chép răng), mặc dù chúng không thực sự gần gũi với Bộ Cá chép thật sự. Bộ Cá chép thuộc về nhánh Ostariophysi, trong khi Cá chép răng thuộc nhóm Acanthopterygii.

## Tên gọi Cá sóc
Trước đây bộ này được sách báo, tài liệu Việt Nam gọi là bộ Cá sóc, vì chi Cá sóc (Oryzias) được xếp vào họ Cyprinodontidae, thuộc bộ này theo hệ thống phân loại của Lindberg (Nga). Nhưng tại Wikipedia, chúng được xếp theo hệ thống phân loại của Anh Mỹ và thuộc họ Cá sóc (Adrianichthyidae), bộ Cá nhói. Do đó, để tránh trùng lặp và sai tên (vì lúc đó họ Cyprinodontidae và bộ Cyprinodontiformes không còn chứa cá sóc nữa và họ Cyprinodontidae cũng không có loài nào khác ở Việt Nam), nên bộ này phải mang tên mới là bộ Cá chép răng hay bộ Cá bạc đầu.

## Mô tả
Các thành viên của bộ này đáng chú ý bởi sự cư ngụ ở môi trường khắc nghiệt, chẳng hạn như nước muối hoặc nước rất ấm áp, nước chất lượng kém, hoặc các tình huống bị cô lập khi không có các loại cá khác xảy ra. Chúng thường là động vật ăn tạp, và thường sống gần bề mặt, nơi mà nước giàu oxy đền bù cho bất lợi về môi trường.
Chúng có miệng nhỏ, mắt to, một vây lưng đơn, và vây đuôi tròn. Loài lớn nhất là cá bốn mắt Thái Bình Dương (Anableps dowei), đo được 34 cm (13 inch) trong khi loài nhỏ nhất Heterandria formosa), chỉ dài 8 mm (0,31 inch) ở cá trưởng thành.

## Hệ thống học

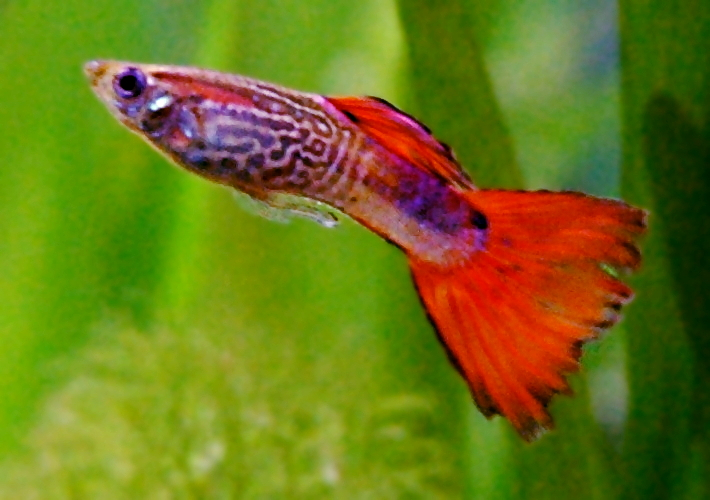
Cá bảy màu.

Bộ Cá chép răng hay Cá bạc đầu Cyprinodontiformes
- Phân bộ Cá bạc đầu Aplocheiloidei (tất cả đều đẻ trứng - noãn sinh)
  - Họ Cá bạc đầu Aplocheilidae – cá bạc đầu Nam Á và Malagasy (ở Tây Phi là Pseudepiplatys annulatus)
  - Họ Cá killi châu Phi Nothobranchiidae – cá killi châu Phi, trước đây xếp trong họ Cá bạc đầu Aplocheilidae
  - Họ Cá killi suối Nam Mỹ Rivulidae – cá killi Nam Mỹ
- Phân bộ Cá chép răng Cyprinodontoidei
  - Liên họ Cá killi Bắc Mỹ Funduloidea (noãn sinh)
    - Họ Cá killi Trung Mỹ Profundulidae – cá killi Trung Mỹ (noãn sinh)
    - Họ Goodeidae – splitfins (thai sinh)
    - Họ Cá killi Bắc Mỹ Fundulidae – cá killi Bắc Mỹ (noãn sinh)

  - Liên họ Cá killi Địa Trung Hải Valencioidea (noãn sinh)
    - Họ Cá killi Địa Trung Hải Valenciidae – cá killi Địa Trung Hải

  - Liên họ Cá chép răng Cyprinodontoidea (noãn sinh)
    - Họ Cá chép răng Cyprinodontidae – cá chép răng

  - Liên họ Cá ăn muỗi hay Cá khổng tước Poecilioidea
    - Họ Cá bốn mắt Anablepidae – cá bốn mắt và họ hàng (noãn thai sinh)
    - Họ Cá ăn muỗi hay Cá khổng tước Poeciliidae – cá khổng tước, cá bảy màu và họ hàng (một số noãn sinh, một số noãn thai sinh)